# 大溪地航空 (1953年)
塔希提航空（Air Tahiti）是一間地区性的航空公司，總部位于法属波利尼西亚塔希提岛帕皮提。塔希提航空的航线覆盖法属波利尼西亚46个岛，另外有拉罗汤加岛。主要机场是帕皮提的法阿国际机场

## 歷史
塔希堤航空成立於1953年，並於同年開始以Reseau Aerien Interinsulaire（RAI）名義營運。1958年，RAI由法國的航空公司TAI（之後改名為UTA）接管，Air Polynesie這個名字於1970年確立。1987年，UTA把所有股份售予Air Polynesie和波利尼西亞的私人持有者，並易名為現時的塔希堤航空（Air Tahiti）。2003年，它共運載了729,000名旅客。

## 簡介
截至2007年3月，塔希提航空共有僱員1018人。
股權分布：法属波利尼西亚政府（13.7%）、Socredo银行（13.4%）、僱员（8.4%）、私人股东（33.5%）、法國航空（7.48%），其余为其他机构投资者。

## 航线
塔希提航空提供到达以下法属波利尼西亚域内目的地的服务（2005年1月）：Ahe、Anaa、Apataki、Arutua、Atuona、Bora Bora、Fakarava、Gambier Islands、Hao、Huahine、Katiu、Kauehi、Kaukura Atoll、Makemo、Manihi、Mataiva、Maupiti岛、Moorea、Napuka、Nuku Hiva、帕皮提、Puka-Puka、Raiatea、Rairua、Raivavae、 Rangiroa、Rurutu、Takapoto、Takaroa、Tikehau环礁、Tubuai、Ua Huka、Ua Pu。
从2007年4月，开始经营到库克群岛拉罗汤加岛的国际航班。

## 機隊
截至2008年11月8日，塔希堤航空的機隊如下 ：
- 4架 ATR 42-500
- 7架 ATR 72-500（1架訂購中）